# Kineppen
Kineppen is een bestuurslaag in het regentschap Karo van de provincie Noord-Sumatra, Indonesië. Kineppen telt 1563 inwoners (volkstelling 2010).